# 가장 위대한 세대
가장 위대한 세대는 톰 브로커(Tom Brokaw)의 베스트셀러 The Greatest Generation의 제목에서 따온 용어로, 1901년과 1927년 사이에 태어난 사람들을 일컫는다. 이 세대는 대공황의 여파 속에서 성장해서 제2차 세계 대전을 겪고 이후 미국의 전후부흥을 이끌어내었다.

## 참고 문헌
- "The Greatest Generation" by 톰 브로커 (1998년)
- The Great Boom 1950-2000: How a Generation of Americans Created the World's Most Prosperous Society 로버트 소블.